# Aylo
Aylo (anteriormente MindGeek) es una compañía privada canadiense establecida en el Gran Ducado de Luxemburgo, dedicada principalmente a la pornografía en línea. Es propiedad de Feras Antoon, Bernd Bergmair, David Marmorstein y (más recientemente) Leonardo DaSilva. MindGeek opera diversos sitios pornográficos populares, como PornHub, RedTube, Nutaku, YouPorn y Xtube, así como múltiples estudios de cine pornográfico (fetichista), como Digital Playground, Men.com, Reality Kings, Sean Cody y WhyNotBi.com, entre otros. A pesar de que su corporativo está legalmente constituido en el Gran Ducado de Luxemburgo, opera desde territorio canadiense, con oficinas principales en Montreal, y oficinas adicionales en Hamburgo, Londres, Los Ángeles, Houston, Miami y Nicosia. Un vocero de la compañía ha afirmado que MindGeek es "una de las cinco mayores compañías por consumo de ancho de banda del mundo".
MindGeek ha sido objeto de numerosos litigios legales. En California, la empresa fue demandada por presentar pornografía no consensual producida por GirlsDoPorn, que obligaba a mujeres a aparecer en sus videos bajo pretextos falsos. En enero de 2021, se inició una demanda colectiva en Montreal con reclamos similares para cualquier persona cuyos videos íntimos, algunos de los cuales habrían sido grabados cuando eran menores de edad, hubiesen sido compartidos en sitios de MindGeek sin su consentimiento, desde 2007. La demanda afirmaba que MindGeek conscientemente decidió no "investigar o cuestionar a sus socios comerciales sobre las pruebas crecientes de trata sexual". En febrero de 2021, otra demanda civil colectiva fue iniciada contra MindGeek, representando a víctimas de trata infantil cuyos videos de abuso sexual infantil hubiesen sido subidos a Pornhub. Muchos medios han acusado además a la compañía de mantener un monopolio sobre la industria pornográfica en línea, con tres de los diez sitios pornográficos en línea más populares del mundo son propiedad de MindGeek. La compañía también ha sido parte de numerosas demandas por derechos de autor de sus contenidos o los de otros, tanto como parte demandante y demandada.

## Historia
MindGeek tiene sus orígenes en Mansef e Interhub, fundados en 2004 y 2007, respectivamente, por Stephane Manos, Ouissam Youssef y Matt Keezer, ambos en Montreal. Fueron adquiridos en 2010 por el emprendedor y empresario Fabian Thylmann, que cambió sus nombres e integró las compañías en Manwin, dada la financiación que obtuvo de la empresa Colbeck Capital, con la que pudo, además, comprar muchos otros sitios de la industria. Thylmann después vendió sus acciones de Manwin, al ser enjuiciado por evasión de impuestos, a los directores de la compañía en Montreal, Feras Antoon y David Tassillo, que finalmente cambiaron el nombre de la compañía al actual MindGeek.[cita requerida]
Durante marzo de 2023, mediante un anuncio realizado por MindGeek (ahora Aylo), se anunció la compra del mismo por la empresa Ethical Capital Partners, una empresa canadiense con sede en Montreal dedicada a la inversión en sector tecnológico, aunque no fue revelada la cantidad por la que se hizo esta compra.
En agosto de 2023, cómo parte de una restructura de la compañía, MindGeek fue renombrada como Aylo, según en propias palabras de la nueva empresa: "este cambio surge en respuesta a la necesidad de un nuevo comienzo y un compromiso renovado con la innovación, el contenido para adultos diverso e inclusivo, y la confianza y la seguridad".